# Адора
Адора (ивр. אֲדוֹרָה‎) — общинное поселение и израильское поселение в южной части Иудейских гор. Основано в 1984 году, административно относится к региональному совету Хар-Хеврон (округ  Иудея и Самария). В 2020 году население поселения составляло 462 человек.

## География
Поселение Адора расположено на западном склоне горы Хеврон в Иудейских горах, на берегу речки Гуврин, впадающей ниже по течению в Лахиш. Вблизи от поселения расположены родник и руины Альфара, которые связывают с упоминаемым в Первой книге Маккавейской городом Пиратоном.
Административно поселение входит в региональный совет Хар-Хеврон (округ  Иудея и Самария). Рядом с поселением Адора и соседним поселением Телем проходит шоссе 35 (известное как Трансиудейское шоссе). Согласно соглашению Осло-II, Адора является одним из населённых пунктов на территории Западного берега Иордана, находящихся под полным израильским контролем (так называемая «Зона С»), вместе с Телемом вклиниваясь между двумя регионами, относящимися к «Зоне В» (под палестинским административным контролем), и городом Дура, находящимся под полным палестинским контролем.

## История
В 1982 году в Иудейских горах недалеко от Хеврона появился аванпост НАХАЛЬ, получивший название Мицпе-Амация. В 1984 году было принято решение о создании на этом месте постоянного поселения. Новому поселению было дано название Адора в память об Адораиме — одном из городов Иудейского царства, которые укрепил библейский царь Ровоам. Память об этом городе сохраняется также в названии близлежащего арабского города Дура юго-восточнее Адоры.
В 1984 году были начаты работы по прокладке коммуникаций и инфраструктуры. Первые постоянные дома в Адоре начали возводить в 1988 году, и два года спустя они были заселены. В 1992 году поселение было подключено к общеизраильской электрической сети.
Утром в субботу 27 апреля 2002 года в поселение проникли палестинские боевики, переодетые в форму АОИ. Террористы убили четырёх жителей поселения, в том числе пятилетнюю девочку, и ранили семерых. Один из боевиков был убит в ходе организованного израильскими солдатами преследования. Ещё один участник теракта был арестован в июне того же года.

## Население
По данным Центрального статистического бюро Израиля, население на начало 2020 года составляло 462 человека.
Население Адоры быстро растёт. Если по данным переписи населения 2008 года в поселении насчитывалось около 2,5 сотен жителей, то в 2016 году их число превышало 420. Практически всё население поселения (98,4 %) в 2008 году составляли евреи, из них приблизительно 15 % — репатрианты из других стран. Среди жителей Адоры — как религиозные, так и светские евреи.
Медианный возраст в 2008 году — 24 года, примерно 40 % населения составляют дети и подростки в возрасте до 17 лет, лишь 2 % жителей — люди в возрасте 65 лет и старше. Около 2/3 населения в возрасте 15 лет и старше состоят в браке; средний размер домохозяйства — 4,2 человека, только 2 % жителей проживают в одиночку, а в 17 % домохозяйств 6 и более человек.

## Экономика
Около 3/4 населения Адоры в возрасте 15 лет и старше представляли собой в 2008 году часть рабочей силы Израиля, из них 94 % были трудоустроены. В Адоре работают фабрика по производству кондиционеров и фабрика, производящая тенты и зонты, а также столярная мастерская; часть населения (86 % в 2008 году) ездит на работу в ближайшие города, среди которых Беэр-Шева, Бейт-Шемеш, Иерусалим и Кирьят-Гат.
Население проживает в частных домах и квартирах (от трёх комнат на единицу жилья и выше); среднее число жильцов на комнату — 0,9. В 90 % домохозяйств в 2008 году имелся компьютер, в 96 % — как минимум один автомобиль (в трети домохозяйств — два и больше). На домохозяйство в среднем приходилось более трёх сотовых телефонов.